# Piotr Dziedzic (urzędnik państwowy)
Piotr Dziedzic (ur. 28 grudnia 1972 w Dzierżoniowie) – polski urzędnik państwowy, z wykształcenia prawnik, w latach 2019–2020 podsekretarz stanu w Ministerstwie Finansów i wiceszef Krajowej Administracji Skarbowej.

## Życiorys
Ukończył studia na Wydziale Prawa i Administracji Uniwersytetu Warszawskiego. Od 1997 pracownik Ministerstwa Finansów na stanowiskach związanych z kontrolą i zwalczaniem przestępczości. Został jego przedstawicielem w Międzyresortowym Zespole do Spraw Zagrożeń Terrorystycznych. Od stycznia 2016 był wicedyrektorem, a od lipca 2016 dyrektorem Departamentu Kontroli Celnej, Podatkowej i Kontroli Gier. Następnie od marca 2017 do czerwca 2019 kierował Departamentem Zwalczania Przestępczości Ekonomicznej.
1 lipca 2019 powołany na stanowisko podsekretarza stanu w Ministerstwie Finansów i zastępcy szefa Krajowej Administracji Skarbowej. Został jednocześnie Generalnym Inspektorem Informacji Finansowej oraz pełnomocnikiem Rządu ds. zwalczania nieprawidłowości finansowych na szkodę Rzeczypospolitej Polskiej lub Unii Europejskiej. Jako wiceminister odpowiada m.in. za kwestie analiz, informacji finansowej, ceł i zwalczanie przestępczości. Podał się do dymisji i 15 grudnia 2020 został odwołany z pełnionych funkcji.
Odznaczony Brązowym Krzyżem Zasługi, Medalem Brązowym za Długoletnią Służbę oraz odznaką honorową „Za Zasługi dla Finansów Publicznych Rzeczypospolitej Polskiej” (2022).
Żonaty, ma dwoje dzieci.